# (73161) 2002 GC146
(73161) 2002 GC146 – planetoida z pasa głównego asteroid okrążająca Słońce w ciągu 3,6 lat w średniej odległości 2,35 j.a. Odkryta 12 kwietnia 2002 roku.